# Champroy
Ancienne commune de la Creuse, la commune de Champroy a été supprimée par l'ordonnance du 14 mai 1837. Le bourg fut rattaché à la commune de Saint-Dizier-Leyrenne ainsi que le village des Jarges. Les trois autres villages de la commune de Champroy (Le Châtaignaud, Palotas et Peyrusse) furent quant à eux intégrés à la commune de Châtelus-le-Marcheix.